# Dirka v traktorski vleki
Dirke v traktorski vleki (ang. tractor pulling ali power pulling) je motošport, pri katerem predelani traktorji vlečejo zelo težke tovore (uteži). Ta šport je zelo popularen na Nizozemskem, Nemčiji, ZDA, Avstraliji in Braziliji. Traktorji uporabljajo enega ali več močno predelanih motorjev (tudi do 6). Je tudi en izmed najmočnejših motošportov, moč motorjev dosega tudi čez 10 000 KM. 
Sprva vlečejo traktorji na dolžino 100 metrov, če traktor uspe se uporablja izraz "full pull". Če več tekmovalcev uspe, se  doda dodatne uteži. Zmaga tisti, ki povleče uteži najdlje.
Tekmovanje izhaja iz 19. stoletja, ko so kmetje tekmovali čigav konj lahko povleče težji tovor. Z vozili so začeli tekmovati v okrog leta 1929. 

## Organizacije
Po svetu obstaja večm organizacij, ki imajo različna pravila
- ZDA:
  - NTPA – National Tractor Pullers Association
  - PPL – LUCAS OIL Pro Pulling League
  - ITPA – Illinois Tractor Pulling Association
  - MSPA – Mid-South Pullers Association Arhivirano 2015-04-24 na Wayback Machine.
  - MATPA - Missouri-Arkansas Truck Pulling Association
  - ESP – Empire State Pullers
  - WNYPFP – Western New York Pro Farm Pullers Arhivirano 2020-08-10 na Wayback Machine.
  - NBP – Nebraska Bush Pullers
  - OSTPA – Ohio State Tractor Pullers Association
  - SPA – Southern Pullers Association Arhivirano 2016-02-07 na Wayback Machine.
  - PAPA - Piedmont Antique Power Association
  - PTMTP - Pine Tree Mini Tractor Pullers Association
  - UTTPI - United Truck & Tractor Pullers
  - ATPA - Adirondack Tractor Pullers Association
  - NSPA - National Sled Pullers Association

- Evropa:
  - DTP – Danish Tractor Pulling
  - ETPC – European Tractor Pulling Committee
  - NTTO – Netherlands Truck- and Tractorpulling Organisation
  - DTTO – German Tractorpulling Organisation
  - TPI – Tractor Pulling Italia
  - FTPA – Finnish Tractor Pulling Association
  - BKTV – Belgian Power Tractor Organisation
  - FTPF – Fédération française de tracteur pulling Arhivirano 2020-08-17 na Wayback Machine.
  - RTPA – Tractor Pulling Russia Arhivirano 2022-03-23 na Wayback Machine.
  - STPK – Swedish Tractor Pulling Association

- Združeno kraljestvo:
  - BTPA – British Tractor Pullers Association
  - MTPC – Midland Tractor Pullers Club
  - NWTPA – North West Tractor Pullers Association
  - STPC – Scottish Tractor Pullers Club

- Avstralija:

1. ATPA – Australian Tractor Pullers Association Inc. Arhivirano 2014-10-18 na Wayback Machine.
2. MTPA – Mini Tractor Pullers Association Inc. Arhivirano 2009-10-17 na Wayback Machine.
3. QTPA – Quambatook Tractor Pullers Association Inc. Arhivirano 2010-10-20 na Wayback Machine.
4. WATPA – West Australian Tractor Pull Association Arhivirano 2014-10-16 na Wayback Machine.
5. JMPA – Junior Modified Pulling Association Arhivirano 2016-03-03 na Wayback Machine.

- Druge:

1. NR/CTPA – National Radio Control Truck Pulling Association
2. ABTT – Associação Brasileira de Trekker Trek / Brazilian Tractor Pulling Association
3. NSPA – National Sled Pulling Association
4. SPA – Southern Pullers Association
5. BTPA – Badger Truck Pullers Association